# オリンピックのロシア選手団
オリンピックのロシア選手団は、1900年パリオリンピックから初参加した。1917年のロシア革命によりソビエト連邦が建国され、第二次世界大戦以降はソビエト連邦代表としてオリンピック出場を続けた。このソビエト連邦時代にはアメリカ合衆国（アメリカ合衆国選手団を参照）と肩を並べるほどの強豪国となったが、1991年のソビエト連邦の崩壊に伴い、翌年のオリンピックのEUN選手団を経て、1994年リレハンメルオリンピックから再び新ロシア連邦としてのオリンピック復帰を果たした。
1991年のソ連崩壊後、ロシアの成績は下落を続け、2010年のバンクーバー冬季オリンピックでは崩壊後最低の11位（金3）にまで落ち込んだが、ウラジーミル・プーチン大統領が再登板以降の2011－15年に冬季・夏季種目にかかわらず自国の選手1000人以上に薬物を服用させて、成績を上向きにさせた。2014年の自国開催のソチ冬季オリンピックでは情報機関の要員らがRUSADAに潜入し、ドーピング隠蔽をしたことで、合計23個のメダル（金13）獲得で総合1位となった（2022年時点でドーピング発覚で11の金メダル剥奪）。2014年12月にドイツのドキュメンタリー番組が「ロシアのオリンピック・チームでは99％が禁止薬物を服用し、国が尿のサンプルを捏造している」と暴露以降から、過去の数々のドーピングが発覚した。女子フィギュア・スケートにおける未成年選手への体重増加阻止目的の水分制限や思春期を遅らせるルプロンなどの薬物強制も発覚している。2022年2月19日時点でオリンピックにおけるドーピング最多摘発国（47人）だが、朝鮮日報は実際のドーピング数ははるかに多いはずと指摘している。
2018年平昌オリンピック以降は、国家的ドーピングが発覚したため、「ロシア選手団」として出場許可されていない。平昌冬季では個人参加としてのみ許可された。2020年東京オリンピック以降、ロシアの選手達は「ロシアオリンピック委員会（ROC）」名義のOAR（ロシアからの五輪選手）として参加している。本稿ではこれらについても扱う。

## 概要
これまで最も多くメダルを獲得した夏季オリンピックは、2004年アテネオリンピックの90個。冬季オリンピックは2014年ソチオリンピックの29個である。また、最も多くのメダルを獲得した夏季オリンピック競技は体操競技（新体操、トランポリンを含む）の64個、冬季オリンピック競技はクロスカントリースキーの33個となっている。
しかし、国ぐるみのドーピング問題でロシアの国内オリンピック委員会（NOC）が国際オリンピック委員会（IOC）制裁下に置かれ、2018年平昌オリンピックでは「ロシア選手団」として出場できず、代わりに国家を代表しない「ロシアからのオリンピック選手（Olympic Athletes from Russia）」として出場した。IOCコードも通常のロシア選手団と区別するために「RUS」ではなく「OAR」（Olympic Athletes from Russia）が用いられる。
2020年東京オリンピック（2020年東京オリンピックのロシアオリンピック委員会選手団）および2022年北京オリンピック（2022年北京オリンピックのロシアオリンピック委員会選手団）でも平昌オリンピック同様に国家としての参加が認められず、「ROC」名義での参加となった。「ROC」はロシアオリンピック委員会（Russian Olympic Committee）の英語表記の略称である。
また、2024年パリオリンピックでは、2022年ロシアのウクライナ侵攻を受けロシアと同盟国ベラルーシはチームでの参加が認められず、参加資格を得た選手は国や地域を代表しない「個人の中立選手 (仏: Athlètes Individuels Neutres: AIN)」として参加した。

## メダル獲得数一覧

### 夏季オリンピック
| 大会名                | 金                           | 銀                           | 銅                           | 計                           |
| 1900 パリ             | 0                            | 0                            | 0                            | 0                            |
| 1904 セントルイス     | 不参加                       | 不参加                       | 不参加                       | 不参加                       |
| 1908 ロンドン         | 1                            | 2                            | 0                            | 3                            |
| 1912 ストックホルム   | 0                            | 2                            | 3                            | 5                            |
| 1952-1988             | ソビエト連邦時代             | ソビエト連邦時代             | ソビエト連邦時代             | ソビエト連邦時代             |
| 1992 バルセロナ       | EUNでの参加                  | EUNでの参加                  | EUNでの参加                  | EUNでの参加                  |
| 1996 アトランタ       | 26                           | 21                           | 16                           | 63                           |
| 2000 シドニー         | 32                           | 28                           | 29                           | 89                           |
| 2004 アテネ           | 28                           | 26                           | 36                           | 90                           |
| 2008 北京             | 24                           | 13                           | 23                           | 60                           |
| 2012 ロンドン         | 18                           | 20                           | 26                           | 64                           |
| 2016 リオデジャネイロ | 19                           | 17                           | 20                           | 56                           |
| 2020 東京             | ROC (ROC)での参加            | ROC (ROC)での参加            | ROC (ROC)での参加            | ROC (ROC)での参加            |
| 2024 パリ             | 個人の中立選手 (AIN)での参加 | 個人の中立選手 (AIN)での参加 | 個人の中立選手 (AIN)での参加 | 個人の中立選手 (AIN)での参加 |
| 合計                  | 148                          | 129                          | 153                          | 430                          |

### 冬季オリンピック
| 大会名                  | 金                                         | 銀                                         | 銅                                         | 計                                         |
| 1956-1988               | ソビエト連邦時代                           | ソビエト連邦時代                           | ソビエト連邦時代                           | ソビエト連邦時代                           |
| 1992 アルベールビル     | EUNでの参加                                | EUNでの参加                                | EUNでの参加                                | EUNでの参加                                |
| 1994 リレハンメル       | 11                                         | 8                                          | 4                                          | 23                                         |
| 1998 長野               | 9                                          | 6                                          | 3                                          | 18                                         |
| 2002 ソルトレークシティ | 5                                          | 4                                          | 4                                          | 13                                         |
| 2006 トリノ             | 8                                          | 6                                          | 8                                          | 22                                         |
| 2010 バンクーバー       | 3                                          | 5                                          | 7                                          | 15                                         |
| 2014 ソチ               | 10                                         | 10                                         | 9                                          | 29                                         |
| 2018 平昌               | ロシアからのオリンピック選手 (OAR)での参加 | ロシアからのオリンピック選手 (OAR)での参加 | ロシアからのオリンピック選手 (OAR)での参加 | ロシアからのオリンピック選手 (OAR)での参加 |
| 2022 北京               | ROC (ROC)での参加                          | ROC (ROC)での参加                          | ROC (ROC)での参加                          | ROC (ROC)での参加                          |
| 合計                    | 46                                         | 39                                         | 35                                         | 120                                        |

### 夏季オリンピック競技別
| 競技                         | 金  | 銀  | 銅  | 計  |
| ---------------------------- | --- | --- | --- | --- |
| レスリング（フリースタイル） | 19  | 8   | 7   | 34  |
| 陸上競技                     | 18  | 21  | 19  | 58  |
| フェンシング                 | 13  | 5   | 8   | 26  |
| レスリング（グレコローマン） | 12  | 6   | 7   | 25  |
| 体操                         | 10  | 15  | 19  | 44  |
| ボクシング                   | 10  | 5   | 15  | 30  |
| 新体操                       | 10  | 4   | 2   | 16  |
| アーティスティックスイミング | 10  | 0   | 0   | 10  |
| 射撃                         | 7   | 14  | 12  | 33  |
| 柔道                         | 5   | 4   | 7   | 16  |
| 競泳                         | 4   | 9   | 9   | 22  |
| 飛込                         | 4   | 8   | 6   | 18  |
| ウエイトリフティング         | 4   | 7   | 6   | 17  |
| 近代五種                     | 4   | 1   | 0   | 5   |
| テニス                       | 3   | 3   | 2   | 8   |
| 自転車ロード                 | 3   | 1   | 4   | 8   |
| カヌースプリント             | 2   | 4   | 6   | 12  |
| 自転車トラック               | 2   | 4   | 4   | 10  |
| トランポリン                 | 2   | 2   | 0   | 4   |
| ハンドボール                 | 2   | 1   | 1   | 4   |
| バレーボール                 | 1   | 3   | 2   | 6   |
| ボート                       | 1   | 0   | 3   | 4   |
| マラソンスイミング           | 1   | 0   | 0   | 1   |
| テコンドー                   | 0   | 2   | 2   | 4   |
| 水球                         | 0   | 1   | 3   | 4   |
| セーリング                   | 0   | 1   | 2   | 3   |
| アーチェリー                 | 0   | 1   | 1   | 2   |
| バスケットボール             | 0   | 0   | 3   | 3   |
| カヌースラローム             | 0   | 0   | 1   | 1   |
| バドミントン                 | 0   | 0   | 1   | 1   |
| マウンテンバイク             | 0   | 0   | 1   | 1   |
| 計 (競技数: 31)              | 147 | 130 | 153 | 430 |

### 冬季オリンピック競技別
| 競技                             | 金 | 銀 | 銅 | 計  |
| -------------------------------- | -- | -- | -- | --- |
| フィギュアスケート               | 15 | 9  | 3  | 27  |
| クロスカントリースキー           | 14 | 10 | 9  | 33  |
| バイアスロン                     | 9  | 5  | 8  | 22  |
| スピードスケート                 | 3  | 5  | 5  | 13  |
| ショートトラックスピードスケート | 3  | 1  | 1  | 5   |
| スノーボード                     | 2  | 2  | 1  | 5   |
| スケルトン                       | 1  | 0  | 2  | 3   |
| リュージュ                       | 0  | 3  | 0  | 3   |
| フリースタイルスキー             | 0  | 1  | 3  | 4   |
| アイスホッケー                   | 0  | 1  | 1  | 2   |
| ボブスレー                       | 0  | 1  | 1  | 2   |
| アルペンスキー                   | 0  | 1  | 0  | 1   |
| ノルディック複合                 | 0  | 0  | 1  | 1   |
| 計 (競技数: 13)                  | 47 | 39 | 35 | 121 |

- 1908年ロンドンオリンピックのフィギュアスケート競技男子スペシャルフィギュアで、ニコライ・パニンが金メダルを獲得しているため、夏季オリンピックのメダル数と冬季オリンピック競技別のメダル数が合わない。